# Robert Simson
Robert Simson (West Kilbride, Ayrshire, 14 de outubro de 1687 - Glasgow, 1 de outubro de 1768) foi um matemático escocês, professor de matemática na Universidade de Glasgow.

## Formação e carreira
Filho mais velho de John Simson de Kirktonhall, West Kilbride em Ayrshire, Robert Simson foi destinado à igreja, mas a inclinação de sua mente era para a matemática. Estudou na Universidade de Glasgow.

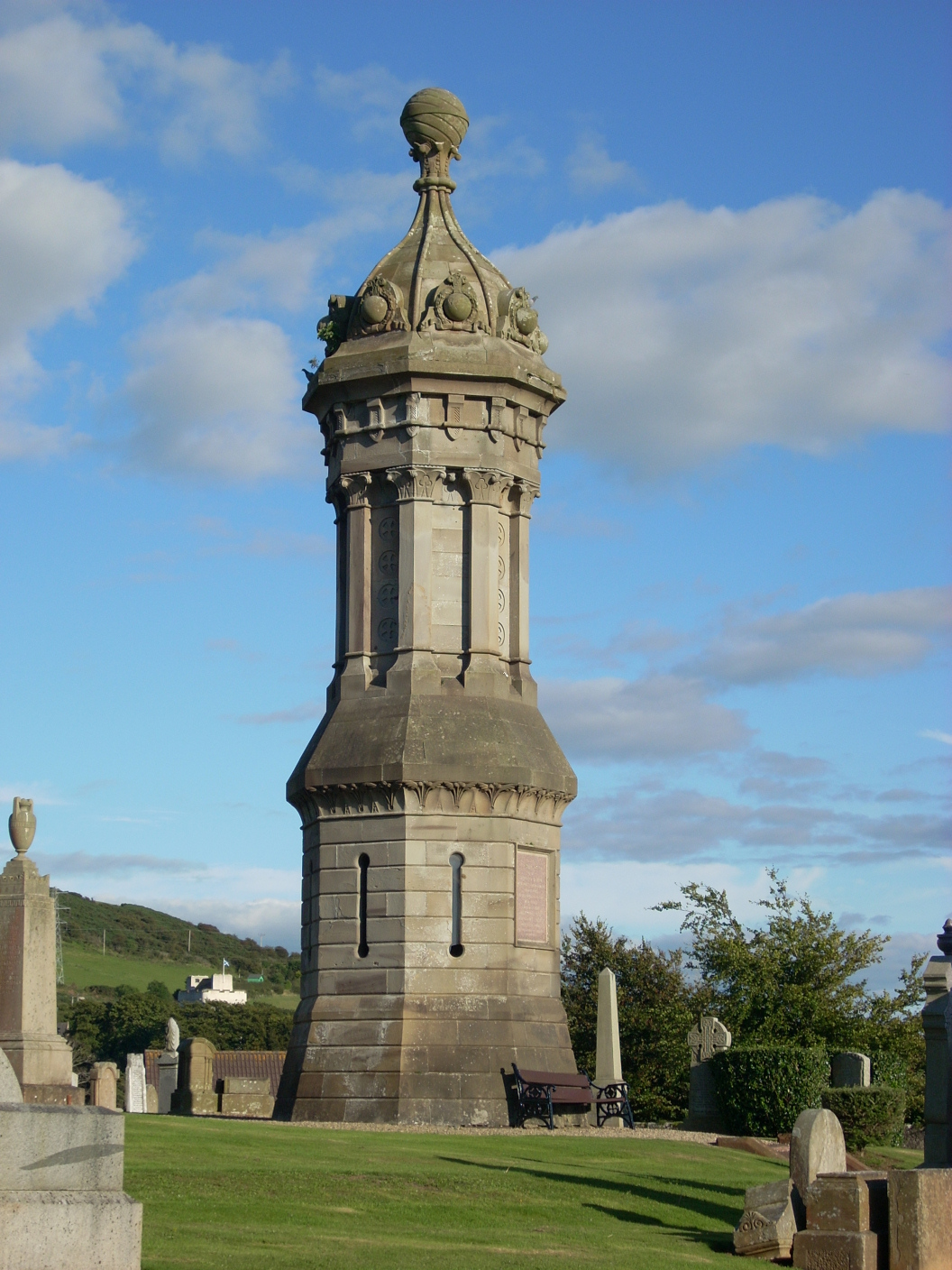
Memorial a Robert Simson no cemitério de West Kilbride. A placa memorial diz "Ao Dr. Robert Simson da Universidade de Glasgow, o Restaurador da Geometria Grega; e por suas obras, o grande promotor de seu estudo nas Escolas. Um Nativo desta Paróquia."

Quando se abriu a perspectiva de sua sucessão à cadeira de matemática na Universidade de Glasgow, Simson seguiu para Londres para estudos adicionais. Depois de um ano em Londres retornou a Glasgow e, em 1711, foi nomeado pela universidade para o cargo de professor de matemática, cargo que manteve até 1761.
Foi sucedido por seu aluno James Williamson FRSE (1725-1795).

## Obras

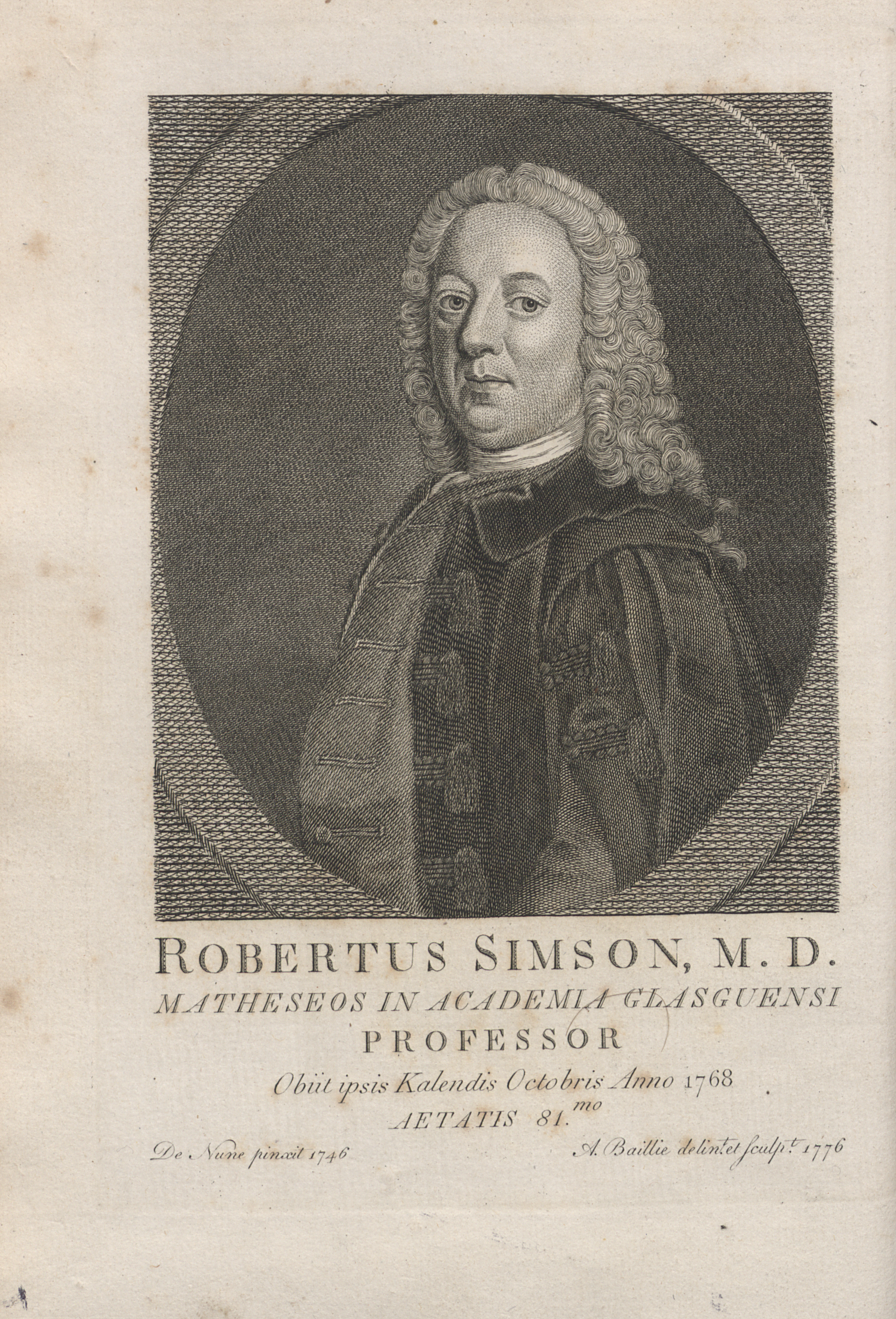
Opera quaedam reliqua, 1776

As contribuições de Simson ao conhecimento matemático assumiram a forma de edições críticas e comentários sobre as obras dos antigos geômetras. O primeiro de seus escritos publicados é um artigo no Philosophical Transactions of the Royal Society (1723, vol. xl. p. 330) sobre Postulados (em inglês:  Porisms) de Euclides.
Seguiu-se então Sectionum conicarum libri V. (Edimburgo, 1735), uma segunda edição da qual, com acréscimos, apareceu em 1750. Os três primeiros livros deste tratado foram traduzidos para o inglês e, várias vezes, impressos como The Elements of the Conic Sections. Em 1749 foi publicado Apollonii Pergaei locorum planorum libri II., uma restauração do tratado perdido de Apolônio de Perga, fundamentado sobre os lemas dados no sétimo livro de Pappus de Alexandria, Mathematical Collection. Este trabalho é mencionado por William Paley em sua Natural Theology or Evidences of the Existence and Attributes of the Deity, publicado em 1804, uma nota de rodapé em uma edição posterior explicando quem era Simson.
Em 1756 apareceu, tanto em latim como em inglês, a primeira edição de seu Elementos de Euclides. Essa obra, que continha apenas os primeiros seis e o décimo primeiro e o décimo segundo livros, e à qual, em sua versão em inglês, ele acrescentou os Dados em 1762, foi por muito tempo o texto padrão de Euclides na Inglaterra.
Após a morte de Simson, restaurações do tratado de Apolônio De section determinata e do tratado de Euclides De Porismatibus foram impressas para circulação privada em 1776, às custas do Conde Stanhope, em um volume com o título Roberti Simson opera quaedam reliqua. O volume contém também dissertações sobre logaritmos e sobre os Limits of Quantities and Ratios, e alguns problemas que ilustram a análise geométrica antiga.